# Paiuolo di Freud
Il paiuolo di Freud, o pentola di Freud, è una fallacia che consiste nell'utilizzare, per dimostrare un assunto, più argomenti i quali tuttavia si contraddicono fra loro, così da invalidarsi l'un l'altro. 

## Descrizione
Il nome deriva da un esempio citato da Sigmund Freud per la prima volta ne L'interpretazione dei sogni (1899) e poi, con qualche variante, ne Il motto di spirito (1905). Ne L'interpretazione dei sogni l'apologo fa parte dell'interpretazione del sogno detto della "iniezione di Irma", fatto dallo stesso autore. Freud interpreta tale sogno, fra l'altro, come un tentativo inconscio di difendersi dai propri sensi di colpa relativi alle condizioni di salute di una sua paziente. Freud osserva come tale difesa sia basata su argomenti contraddittori, e commenta:
Freud rileva come nei sogni possano essere simultaneamente presenti idee fra loro incompatibili e contraddittorie.
Nel Motto di spirito la storiella del paiuolo bucato viene esposta in forma più estesa:
Freud osserva che è come se A avesse unito le varie parti del suo ragionamento con una "e" (congiunzione) anziché con una "o" (in funzione disgiuntiva).
L'apologo del paiuolo bucato è stato ripreso, fra gli altri, da Pier Aldo Rovatti e da Slavoj Žižek.